# Prostovoljno gasilsko društvo Javorniški Rovt
Prostovoljno gasilsko društvo Javorniški Rovt je najmlajše društvo od šestih gasilskih društev Občinskega poveljstva Jesenice in dveh prostovoljnih gasilskih društev  Občinskega poveljstva Žirovnica, ki so vključeni v Gasilsko zvezo Jesenice od leta 2015. Spada pod drugo  kategorija gasilskih enot in je imelo v letu 2015 96 članov, od tega 46 operativnih. 

## Ustanovitev in preteklo delovanje društva
Gasilsko društvo Javorniški Rovt je bilo ustanovljeno leta 1988, potem ko je imelo 8 let samostojno gasilsko desetino v okviru Gasilskega društva Koroška Bela. Gasilci so s prostovoljnim delom  skupaj z veliko podporo vaščanov zgradili gasilski dom, ki služi tudi za potrebe ostalih vaščanov, in je bil dograjen leta 1983. V letu 1986 je društvo pridobilo prvo novo motorno črpalko Rosenbauer. Prvi rabljeni vozili sta ji podarili bližnji gasilski društvi. Ob ustanovitvi je društvo imelo že 25 izprašanih gasilcev. Opravili so vrsto operativnih gasilskih vaj in tudi sodelovali pri gašenju.
Veliko navdušenje za gasilsko dejavnost in močna povezovalna vloga društva v vasi je  zaznamovalo tudi naslednjih trideset let delovanja PGD Javorniški Rovt. Člani gasilskega društva so opravljali osnovne tečaje za gasilce, tečaje usposabljanja za strojnike,vodenje gasilskih akcij, organizacijo gasilstva, mentorje mladine, sodnike, bolničarje in različna  tehnična reševanja. Redno so se udeleževali občinskih in ostalih gasilskih tekmovanj z več ekipami ter sodelovali pri skupnih gasilskih vajah s sosednjimi gasilskimi društvi. Društvo daje poseben poudarek delu z mladino.
Ob desetletnici društva je gasilsko društvo razvilo svoj prapor, dve leti kasneje je pridobilo novo gasilsko vozilo GVM1 Land Rover Defender, v letu 2004  novo brizgalno Ziegler TS 8/8, orodno prikolico  in v letu 2012 novo gasilsko vozilo GVV1 Iveco Daily.
Nesreče in večje reševalne akcije:
- 11.11.1983 je gorel Vrečkov vikend na Suhem Sedlu

- 15.-20.2.1989 velik gozdni požar na področju Jelenkamna
- Prevzem gasilskega vozila GVV1 Iveco Daily v letu 201220.3.1990 manjši gozdni požar za karavlo pri Rezervarju
- 7.5.1990 gozdni požar na Mehvačovem rovtu
- november 2000 obilno deževje in hudourniki, ki so nasuli cesto na več mestih, ter uničevali nekatere stranske poti
- 2003 neurje v Ukvah v Kanalski dolini, velik gozdni požar pri Sežani, poplave v Zgornjesavski dolini
- 25.5.2004 neurje, potrebna pomoč v Mlaki in pri Kogovšku
- 12,10.2005 požar v Domu na Pristavi
- november 2005 zamašena struga potoka pod Leščanom
- 2007 poplave v Kropi in Železnikih
- 2009 več intervencij ob neurjih
- 26.3.2012 gozdni požar v Krmani
- začetek februarja 2014 močno sneženje, žled zlasti na Notranjskem
- 9.11.2015 požar na Kalvariji ob vznožju Jelenkamna
- 30.12.2016 požar v delavnici in skladišču ASP Primožič na Javorniku

Predsedniki društva:
(1980) 1988-1993 Jože Remar
- 1993-2003 Andrej Zupančič
- 2003-2013 Marija Zupančič
- 2013-         Marko Zupančič

Poveljniki društva: 
- 1988-1993 Dušan Klinar
- 1993-1998 Branko Smolej
- 1998-2018 Dušan Klinar
- 2018-          Miha Zupančič

## Struktura članstva na dan 31.12.2017
V PGD Javorniški Rovt je bilo 84 članov, od tega 51 gasilcev in 33 gasilk ter še 14 podpornih članov.Aktivne vrste članov po temeljnih usposabljanjih:
tečaj za gasilca pripravnika                              4
- osnovni tečaj za gasilca                            50
- nadaljevalni tečaj za gasilca                      35
- tečaj za vodjo skupine                                 6
- tečaj za vodjo enote                                   12
- tečaj za vodjo enot                                       5
- tečaj za višjega strokovnega svetovalca      1

Različna dopolnilna usposabljanja je opravilo 66 aktivnih članov.
Geslo iz gasilskega prapora društva: »Mi pripravljeni pomoči smo podnevi in ponoči.«